# Henning Kvitnes
Henning Kvitnes, född 13 maj 1958 i Tistedal utanför Halden, är en norsk sångare, låtskrivare och gitarrist som länge verkat inom amerikansk inspirerad visrock på norska texter. Han har sedan 1991 byggt upp en omfattande solokarriär med flera framgångsrika album och samarbeten med stora norska artister.

## Tidiga år och genombrott
Kvitnes musikaliska bana inleddes som medlem i The Ice Cream Band, som 1978 värmde upp för Elvis Costello på Chateau Neuf i Oslo. Gruppen bytte snart namn till The Young Lords och släppte albumet Same Shit – New Wrapping (1980), vilket tog honom in på Norges musikscen. Efter ytterligare projekt med Saturday Cowboys och Next Step bildade han rockgruppen Little Eden, som producerade ett flertal skivor under 1980-talet.

## Solokarriär på norska
1991 gav Kvitnes ut sitt första norskspråkiga soloalbum, Veien hjem. Trots blygsam försäljning tidigt på 1990-talet, vände trenden när han fokuserade på jordnära visrock och personliga texter. Med På godt norsk (2003) såg han sin publik växa, och 2007 belönades han med Spellemannprisen i kategorin viser för albumet Stemmer i gresset. Därefter har han släppt en rad kritikerrosade skivor, bland dem Bare vente litt på sjelen (2004), Tid for latskap (2009) och For sånne som oss – de beste (2010) som är ett samlingsalbum med en ny låt "Sommarnatt i Bohuslän", en duett med Sofia Karlsson. Kvitnes skriver även i andra låtar om sin nära relation till Sverige och om att växa upp och leva precis vid gränsen. Som i "Sydstatshjerte" från albumet Ingen tid å miste (2012) där han beskriver gränslandet, både geografiskt och känslomässigt.
Jeg har levd et liv på grensen,
med Sverige i vest, sør og i øst

Midt mellom Svensson og Jensen
Kvitnes har aktivt byggt broar i Norden genom sitt nätverk för singer-songwriters, där han delat scen och studio med namn som Louise Hoffsten, Marie Bergman och gitarristen Lasse Englund. 2008 gick han med i projektet Song Island Revue tillsammans med danska Poul Krebs, norska Claudia Scott och amerikanske Kevin Welch. Revue-turnén sträckte sig både i Skandinavien och till USA, och resulterade i en liveinspelad samlingsplatta som hyllade amerikansk-nordisk vis.
I februari 2019 firade Kvitnes och Poul Krebs sitt 30-åriga samarbete med albumet Sange på rejse – The Vanløse Session. Skivan innehåller tolv låtar på norska, danska och engelska – fem från varje artists repertoar plus två nyskrivna spår – som spelades in live i Krebs band i Danmark. Turnén som följde nådde både Köpenhamn och flera städer i Tyskland och USA, och cementerade deras långvariga musikaliska vänskap.

## Diskografi
- The Tunnel (1982, Henning Kvitnes Next Step)
- Open Roads (1984, Next Step)
- Back to Little Eden (1987, Henning Kvitnes Little Eden)
- Solitude Road (1988, Little Eden)
- Everyday Life (1988, Little Eden)
- Veien hjem (1991)
- Songs People Play (1991, samlingsalbum)
- Postcards from Life (1993)
- Godt vann (1995)
- Tida bare kom – de beste so far (1996)
- Evig eies (kun et dårlig rykte) (1998)
- Heartland (1999)
- Scandicana (2001)
- På godt norsk (2003)
- Bare vente litt på sjelen (2004)
- Manda' morra – 14 sanger av Stein Ove Berg (2005)
- Ut av veggen (2006)
- Stemmer i gresset (2007)
- Tid for latskap (2009)
- Den gamle veien (2009), Jonas Fjeld
- For sånne som oss – de beste (2010 samlingsalbum)
- Bortkomne julestjerner (2010)
- Ingen tid å miste (2012)
- Jada, vi elsker... (2014)
- 60 runder rundt sola (2018)
- Ut å vekke sola - 20 sommersanger (2021 samlingsalbum)